# Клопотов, Борис Евгеньевич
Борис Евгеньевич Клопотов — советский судостроитель.

## Биография
Родился в 1905 году в Санкт-Петербурге. Член КПСС.
В 1920—1927 гг. — моторист, механик, кочегар, машинист на судах Балтийского пароходства.
В 1927—1930 гг. — слесарь, мастер цеха Архангельского судостроительного завода «Красная Кузница».
Окончил Ленинградский кораблестроительный институт.
В 1932—1945 гг. — начальник цеха, заместитель директора, директор Хабаровского судостроительного завода, директор Дальзавода, директор Николаевского судостроительного завода.
В 1945—1950 гг. — начальник отдела Министерства судостроительной промышленности СССР.
В 1951—1952 гг. — директор Севастопольского судостроительного завода.
В 1952—1964 гг. — директор завода номер 194 / Адмиралтейского судостроительного завода Министерства судостроительной промышленности СССР.
Под руководством Клопотова на верфях завода был построен первый в мире атомный ледокол «Ленин».
Умер в 1964 году в Ленинграде.
Именем Клопотова назван плавучий рыбоконсервный завод «Кораблестроитель Клопотов».

## Награды
- Орден Ленина (дважды)
- Орден Трудового Красного Знамени (дважды)
- Орден Знак Почёта (дважды)